# Suicide Squad: Kill the Justice League
Suicide Squad: Kill the Justice League ist ein Action-Adventure, das von Rocksteady Studios entwickelt und von Warner Bros. Interactive Entertainment am 2. Februar 2024 für Windows, PlayStation 5 und Xbox Series veröffentlicht wurde. Es ist das fünfte Hauptspiel der Batman:-Arkham-Reihe und das erste bei dem Batman nicht die Hauptrolle spielt. Das Spiel dreht sich um das titelgebende Team von Superkriminellen, die von Amanda Waller zusammengestellt und nach Metropolis geschickt werden, um den außerirdischen Eindringling Brainiac zu stoppen und die Mitglieder der Justice League zu töten, die von ihm einer Gehirnwäsche unterzogen wurden.

## Spielprinzip
Suicide Squad: Kill the Justice League ist ein Action-Adventure, das in einer offenen Spielwelt in Metropolis spielt. Vier Charaktere sollen spielbar sein: Captain Boomerang, Deadshot, Harley Quinn und King Shark. Obwohl es alleine gespielt werden kann, bietet das Spiel auch einen kooperativen Mehrspielermodus für bis zu vier Spieler. Spielt man alleine, können die Spieler nach Belieben zwischen den Charakteren wechseln, während die anderen Charaktere von KI gesteuert werden.

## Handlung
Suicide Squad: Kill the Justice League spielt in dem bereits zuvor in der Batman:-Arkham-Serie geschaffenen Universum. Es spielt Monate nach den Ereignissen von Batman: Arkham Knight. Amanda Waller (Debra Wilson) gründet eine Task Force namens Suicide Squad, die sich aus den Arkham-Asylum-Insassen Harley Quinn, Captain Boomerang, Deadshot und King Shark für eine verdeckte Mission in Metropolis zusammensetzt. Erst als sie in der Stadt ankommen, erkennen sie den Ernst der Situation: Brainiac hat die Erde erreicht und hat damit begonnen, ihre Bewohner, einschließlich der Mitglieder der Justice League, Superman, The Flash und Green Lantern, einer Gehirnwäsche zu unterziehen, wobei Wonder Woman das einzige Mitglied ist, das offensichtlich nicht unter Brainiacs Kontrolle steht. Da sie sich nicht auf die Hilfe eines Helden verlassen können, liegt es an der Suicide Squad, die Welt zu retten, indem sie die Justice League ermorden und Brainiac aufhalten, bevor Metropolis und früher oder später der Rest der Welt zerstört wird.

## Entwicklung und Veröffentlichung
Ende 2022 verließen die Mitbegründer Jamie Walker und Sefton Hill Rocksteady das Unternehmen während der Entwicklung von Suicide Squad: Kill the Justice League.
Rocksteady Studios kündigte das Spiel am 7. August 2020 an. Am 22. August wurde der erste Trailer des Spiels auf der DC FanDome veröffentlicht. Am 23. März 2022 machte Rocksteady bekannt, dass das Spiel um ein Jahr, auf den 26. Mai 2023, verschoben werden sollte. Einen Monat vor Veröffentlichung, am 13. April 2023, machte das Studio eine weitere Verschiebung auf den 2. Februar 2024 bekannt.

## Synchronisation
Suicide Squad: Kill the Justice League ist das letzte Werk, in welchem Batman im Originalton von Kevin Conroy synchronisiert wurde, bevor er im November 2022 an Krebs verstarb.
Für die deutsche Synchronisation des Spiels wurden sämtliche Sprecher, sofern diese vorher auftraten, aus der Batman:-Arkham-Reihe verpflichtet. Die Rolle des Bruce Wayne / Batman wird so wieder von David Nathan vertont, nachdem diese Rolle zuvor kurzzeitig in Gotham Knights von Marios Gavrilis übernommen wurde. Einzige Ausnahmen bilden hierbei der Charakter Scarecrow, der bei seinem kurzen Auftritt von Fabian Oscar Wien synchronisiert wurde, und die Rolle des Poison Ivy, da in diesem Teil der Reihe eine jüngere Version von ihr dargestellt wird.
| Rolle                                        | Englischer Sprecher  | Deutscher Sprecher   |
| -------------------------------------------- | -------------------- | -------------------- |
| Harleen Quinzel / Harley Quinn               | Tara Strong          | Rubina Nath          |
| Floyd Lawton / Deadshot                      | Bumper Robinson      | Wolfgang Wagner      |
| George „Digger“ Harkness / Captain Boomerang | Daniel Lapaine       | Christoph Banken     |
| Nanaue / King Shark                          | Joe Seanoa           | Milton Welsh         |
| Bruce Wayne / Batman                         | Kevin Conroy         | David Nathan         |
| Clark Kent / Superman                        | Nolan North          | Sascha Rotermund     |
| Barry Allen / The Flash                      | Scott Porter         | Julius Jellinek      |
| Diana Prince / Wonder Woman                  | Zehra Fazal          | Mia Diekow           |
| John Stewart / Green Lantern                 | Dan White            | Tino Kießling        |
| Brainiac                                     | Jason Isaacs         | Hanns-Jörg Krumpholz |
| Amanda Waller                                | Debra Wilson         | Peggy Sander         |
| Lex Luthor                                   | Corey Burton         | Bernd Vollbrecht     |
| Rick Flag                                    | Jim Pirri            | Tobias Brecklinghaus |
| Hiro Okamura / Der Toyman                    | Christopher Sean     | Linus Drews          |
| Mikron O'Jeneus / Gizmo                      | Rick Pasqualone      | Marco Wittorf        |
| Edward Nygma / Riddler                       | Wally Wingert        | Dennis Schmidt-Foß   |
| Oswald Cobblepot / Pinguin                   | Nolan North          | Joachim Kaps         |
| Ivy / Poison Ivy                             | Darcy Rose Byrnes    | Lina Rabea Mohr      |
| Officer Aaron Cash                           | Duane R. Shepard Sr. | Michael Iwannek      |
| Jack Ryder                                   | James Horan          | Bernhard Völger      |
| Jonathan Crane / Scarecrow                   |                      | Fabian Oscar Wien    |